# Copris novaki
Copris novaki är en skalbaggsart som beskrevs av Zelenka 1992. Copris novaki ingår i släktet Copris och familjen bladhorningar. Inga underarter finns listade i Catalogue of Life.